# Hérisson
Hérisson é uma comuna francesa na região administrativa de Auvérnia-Ródano-Alpes, no departamento Allier. Estende-se por uma área de 32,04 km². Em 2010 a comuna tinha 632 habitantes (densidade: 19,7 hab./km²).

## Património
- Castelo de Hérisson